# Пітер Райт (тенісист)
Пітер Райт (англ. Peter Wright; нар. 8 грудня 1963) — колишній американський тенісист.
Найвищу одиночну позицію світового рейтингу — 300 місце досяг 2 липня 1977, парну — 190 місце — 21 серпня 1989 року.

## Титули на челленджерах

### Парний розряд: (2)
| Ранг | Рік  | Турнір             | Покриття | Партнер      | Суперники                | Рахунок       |
| ---- | ---- | ------------------ | -------- | ------------ | ------------------------ | ------------- |
| 1.   | 1986 | Берклі, США        | Тверде   | Ренді Ніксон | Майк Бауер Чарлз Строде  | 6–4, 6–3      |
| 2.   | 1988 | Брисбен, Австралія | Тверде   | Пол Кронк    | Стів Ферлонґ Джон Ґібсон | 6–7, 6–4, 6–4 |